# Véneto por el Partido Popular Europeo
Véneto por el Partido Popular Europeo (Veneto per il Partito Popolare Europeo) (VPPE) es partido político italiano democristiano de la región de Véneto.

## Historia
Fue fundado en 2005 como un movimiento político por Giorgio Carollo, junto a miembros de Forza Italia, Democracia es Libertad-La Margarita, Unión de los Demócratas Cristianos y de Centro, Populares UDEUR y exmiembros de Democracia Cristiana. Al principio, los miembros de VPPE podían formar parte tanto de su partido original y de VPPE; posteriormente se constituyó como partido político.
En mayo de 2007 las elecciones provinciales de Vicenza, Giorgio Carollo fue candidato a la presidencia con el apoyo de los partidos tanto del centro-izquierda y el centro-derecha: Italia de los Valores, Populares UDEUR, Liga Fronte Veneto, Democracia Cristiana, listas ciudadanas y parte del VPPE. Obtuvo un 9,9% de votos y 2 concejales provinciales, mientras que VPPE oficial consiguió el 3,5%.
Aunque el resultado de Vicenza fue un poco decepcionante para VPPE, condujo a una delicada federación en octubre de 2007 con la Democracia Cristiana y Liga Fronte Veneto. Sin embargo, al poco la coalición se disolvió.
El partido apoya la Unión del Centro (UdC) de Pier Ferdinando Casini en las elecciones generales de 2008; asimismo Carollo fue candidato de la UdC en las elecciones al Parlamento Europeo de 2009.